# Župnija Loški potok
Župnija Loški potok je rimskokatoliška teritorialna župnija dekanije Ribnica nadškofije Ljubljana.

### Farne spominske plošče
V župniji Loški potok so postavljene farne spominske plošče, na katerih so imena vaščanov iz okoliških vasi (Hrib, Mali log, Retje, Srednja vas, Šegova vas, Tabor, Travnik), ki so padli nasilne smrti na protikomunistični strani v letih 1942-1945. Skupno je na ploščah 223 imen.